# Kammu

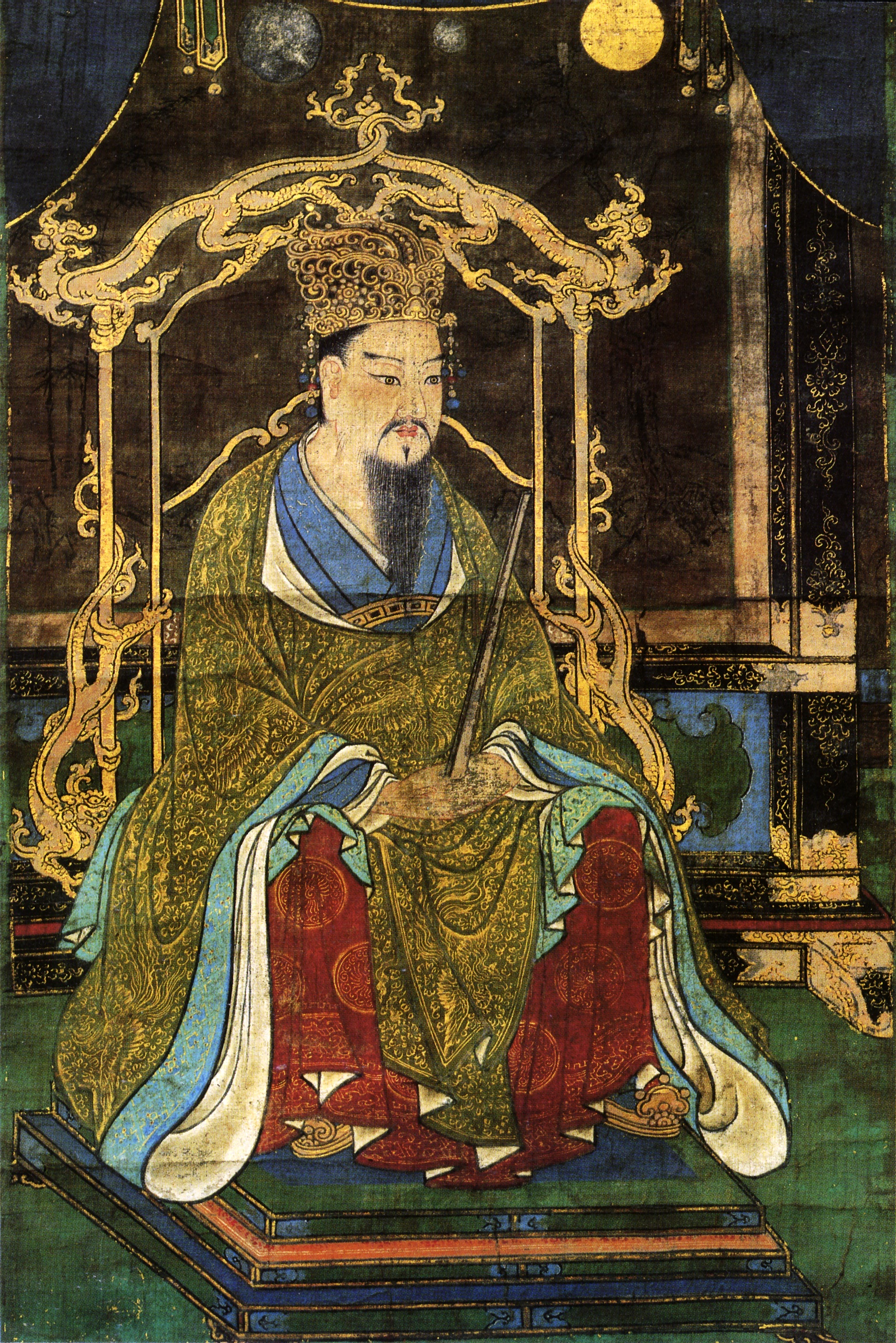
Kammu auf einem Seidengemälde aus dem 16. Jahrhundert

Kammu (jap. 桓武天皇, Kammu-tennō; * 737 in Heijō-kyō (heute Nara); † 9. April 806 in Heian-kyō (heute Kyōto)) war der 50. Tennō von Japan. Seine Regentschaft dauerte von 781 bis 806. Er war der Sohn des Kōnin-tennō. Seine Mutter stammte von einem koreanischen Klan ab. Sein Geburtsname war Prinz Yamabe.
Er war der Vater der Heizei-tennō, Saga-tennō und Junna-tennō. Von ihm stammt der Taira-Klan ab.

## Regierung
Die Thronbesteigung Kammus (im vergleichsweise hohen Alter von 45 Jahren) stieß in Hofkreisen nicht auf ungeteilte Gegenliebe. Ihr Hauptargument dagegen war, dass seine Mutter Takano no Niigasa, die Frau Kōnins, aus einer Familie koreanischer (Baekje) und damit nicht-japanischer Herkunft stammte. Durch ihn wurde der seit dem Jinshin-Bürgerkrieg regierende Zweig der Dynastie (beginnend mit Temmu 672–86) verdrängt. Sein Hauptunterstützer war Fujiwara no Momokawa.
Er war bekannt für seine Durchsetzungsfähigkeit. In seine Herrschaft fallen die Feldzüge gegen die Emishi im Norden. Die notwendige fast allgemeine Wehrpflicht, bei gleichzeitigen häufigen Dürren und Hungersnöten führten zu Aufständen.
Zweimal gründete er Hauptstädte. Zuerst 784 Nagaoka-kyō, deren Bau jedoch nach 10 Jahren abgebrochen wurde. Als Gründe finden sich im Nihon Ryoiki (III, 38): „Flug und Umsiedlung der Sterne des Himmels war Vorzeichen der Residenz-Umsiedlung der Himmlischen Majestät, im folgenden Jahre, einem Jahr Erde-unten-Stier (785), im Herbst, im Monat in der Nacht des 15. ward, die ganze Nacht, des Mondes Antlitz schwarz, er verlor seinen Schein, der Himmel verfinsterte. Im gleichen Monat am 23. Tage (1. Januar 786) zur Stunde des Ebers wurde der den dritten Geraden Rang innehabende Minister des Amts der Riten Fujiwara no Tanetsugu (藤原種継) in der Inselstraße der Nagaoka-Residenz von dem Leibgarden … erschossen.“ Sein Bruder Prinz Sawara (早良) Kammus, zweiter Sohn Kōnins und Kronprinz, war in die Ermordung Tanetsugus verwickelt gewesen und nach Awaji verbannt worden. Sawara starb jedoch auf dem Weg dorthin. Später im 7. Monat 800 wurde er als Sudō Tennō (崇道天皇) geehrt, weil sein Geist die kaiserliche Familie und die Fujiwara heimsuchte.
Danach 794 Heian-kyō (heute Kyōto). Hier ließ er die berühmte Trainingsstätte Butokuden erbauen. Er sandte die buddhistischen Mönche Kūkai und Saichō in das Kaiserreich China, die nach ihrer Rückkehr die japanischen Zweige des Tendai- und Shingon-Buddhismus begründeten. 
Sakanoue no Tamuramaro war ein damaliger General.
Das Grab des Kammu-tennō befindet sich bei der Burg Fushimi.